# Pathé
Pathé é uma sociedade de cinema francesa. Pathé ou Pathé Frères é o nome de uma série de empresas francesas que foram fundadas e originalmente estiveram sob o controle dos irmãos Pathé, na França, em 1896. No início dos anos 1900, a Pathé se tornou uma grande companhia cinematográfica, assim como a maior produtora fonográfica mundial. Em 1908, a Pathé inovou com a apresentação do “noticiário” ou “documentário”, o qual era apresentado antes de um filme longa-metragem.

## História

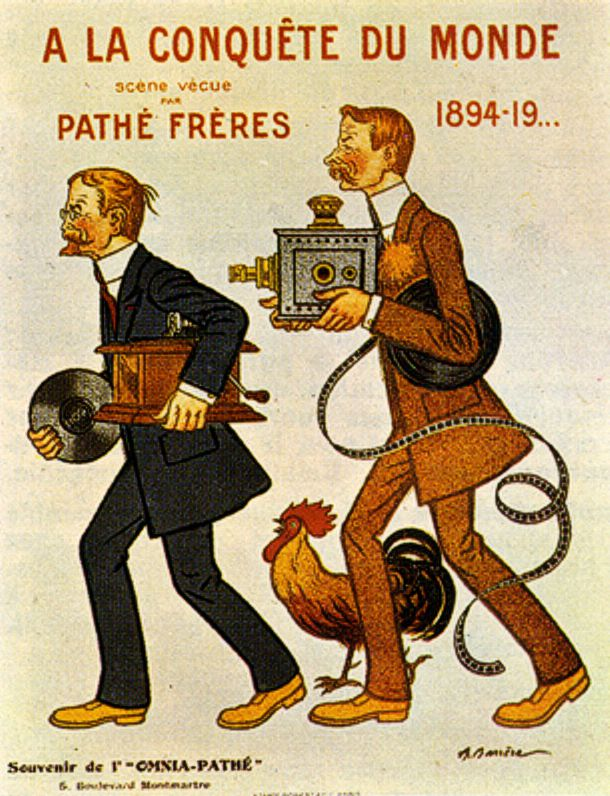
"A la Conquete du Monde" - Pathé Frères de Adrien Barrère

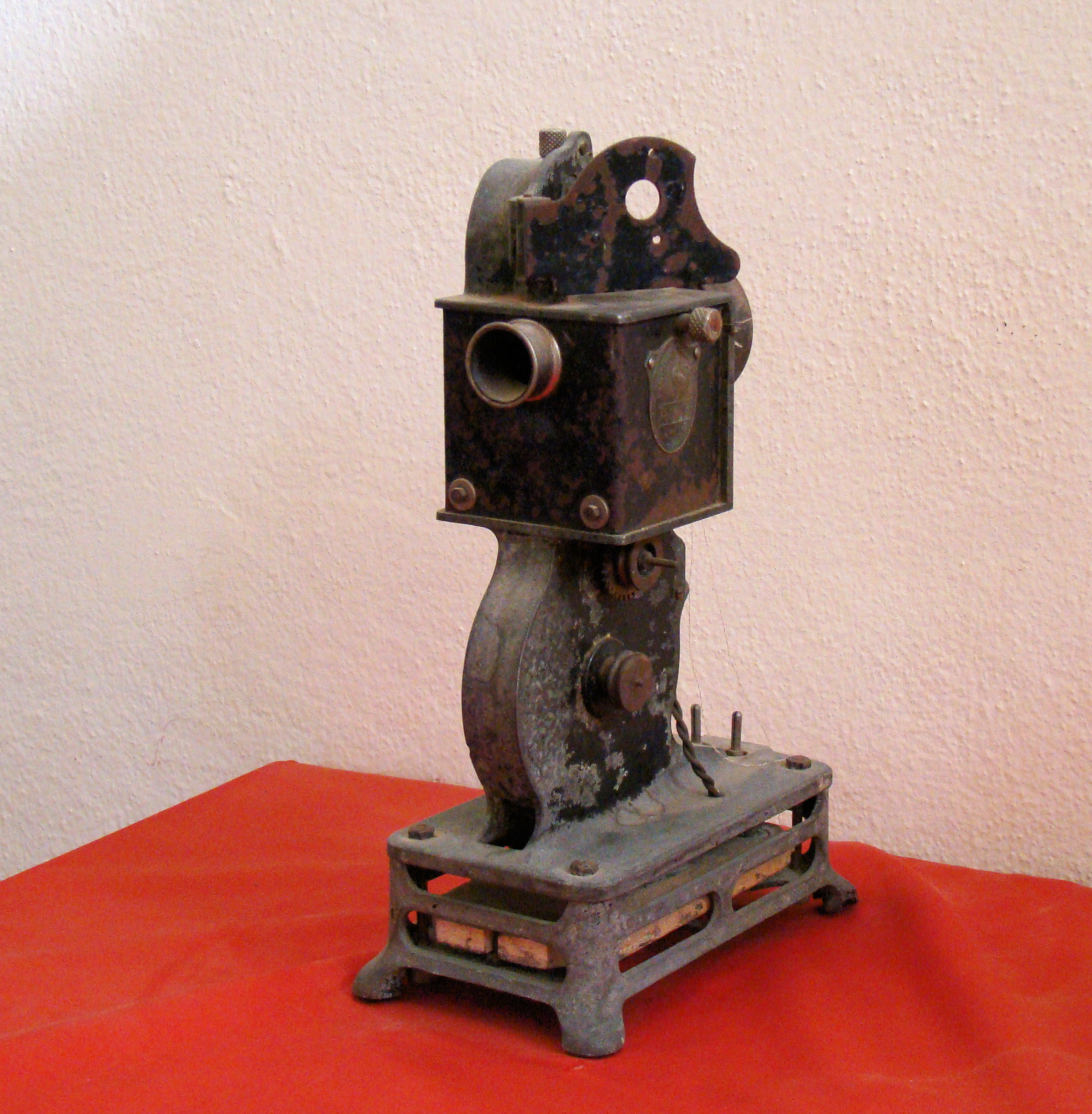
Projetor de filme mudo da Pathé, provavelmente dos anos 1920.

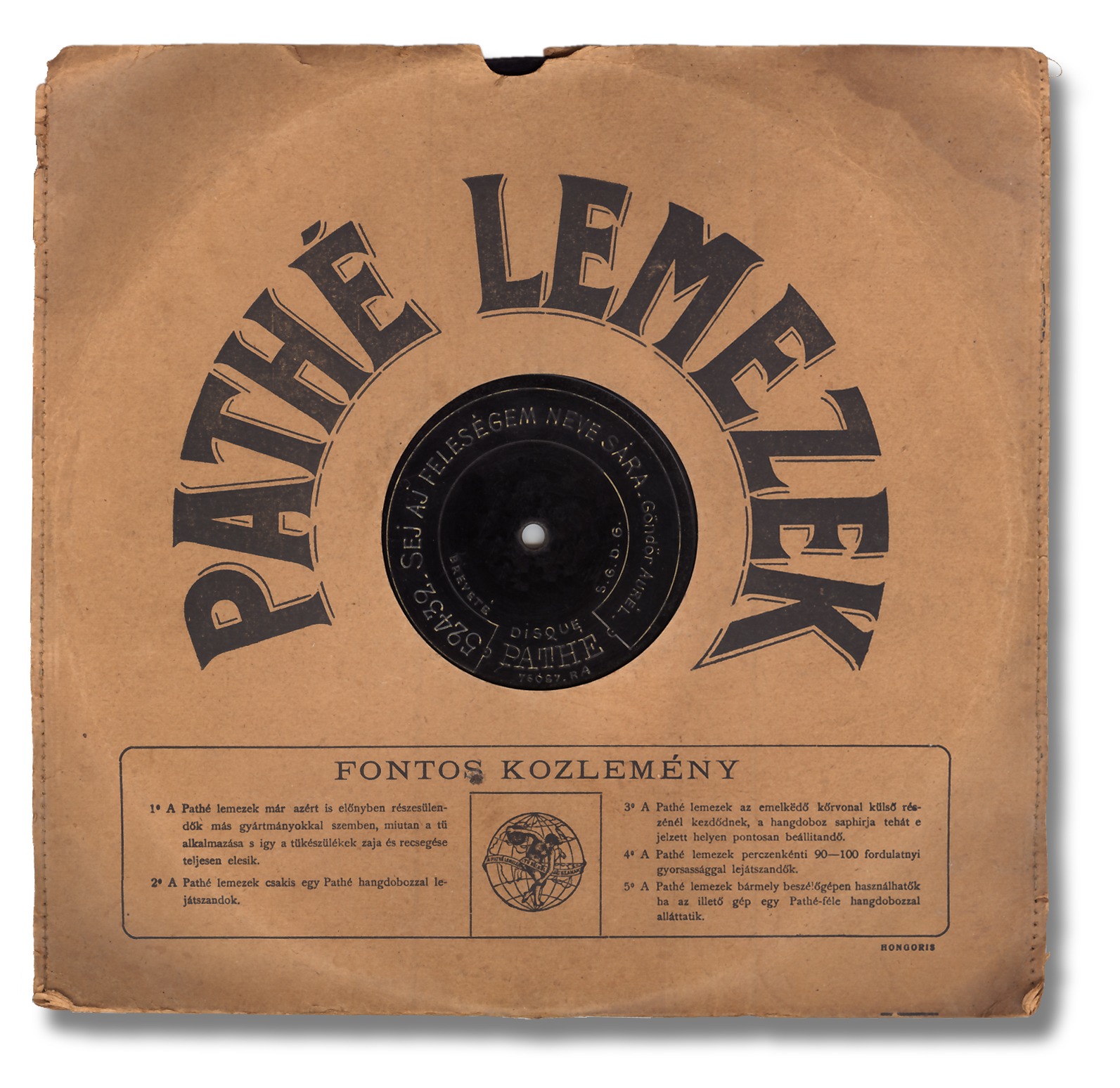
Disco húngaro da Pathé

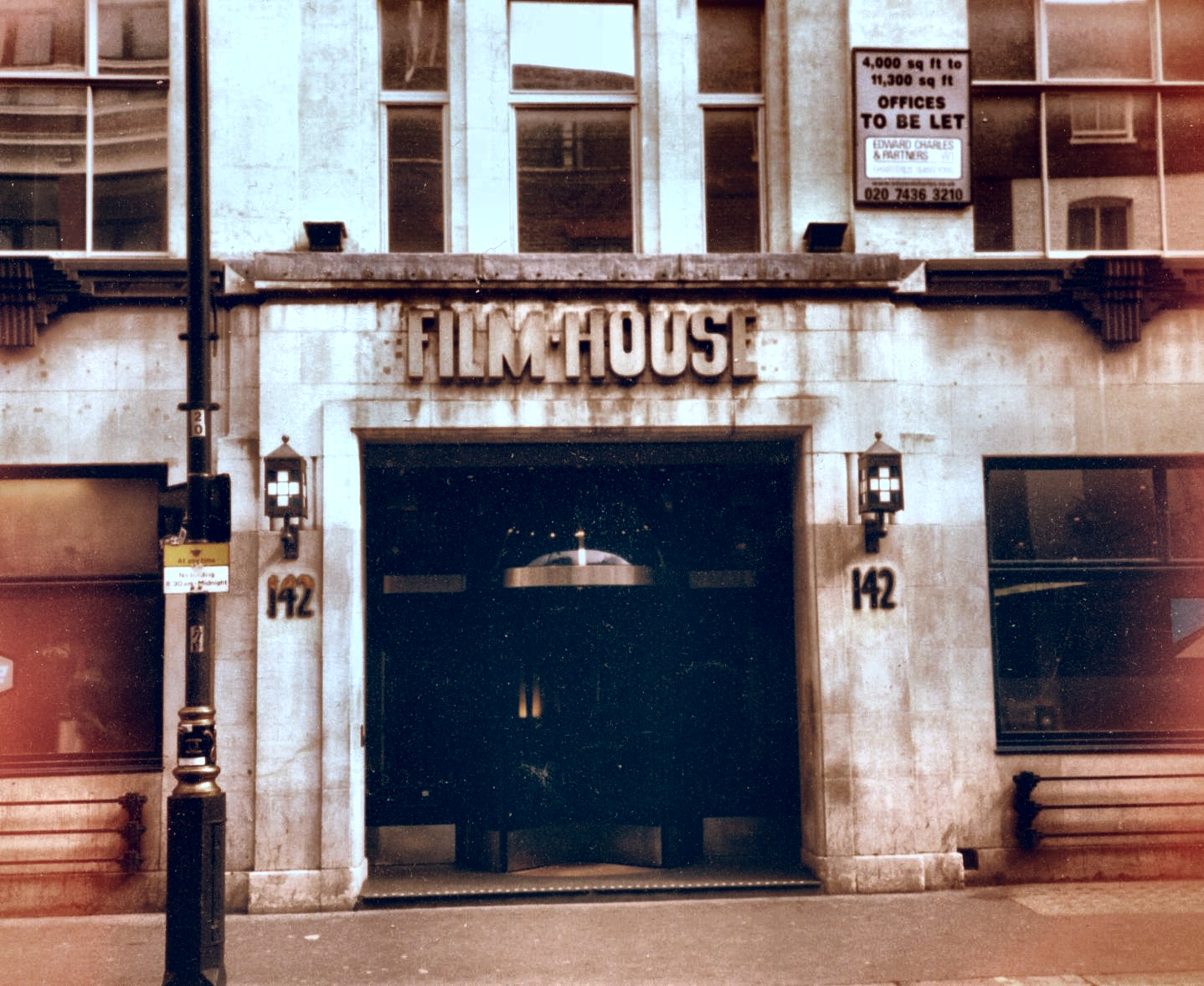
Sede da Associated British-Pathé, na Wardour Street, 142, em Londres.

A Companhia foi fundada como Société Pathé Frères  em Paris, França, em 28 de setembro de 1896, pelos quatro irmãos Charles, Émile, Théophile e Jacques Pathé. No início do Século XX, a Pathé se tornou uma grande companhia de equipamentos e produção cinematográfica, assim como a maior produtora fonográfica do mundo.
A grande força propulsora por trás do surgimento da operação cinematográfica foi Charles Pathé, que ajudou a abrir uma loja de gramofone em 1894 e, em seguida, estabeleceu uma fábrica de gramofones em Chatou, na periferia oeste de Paris. Como essas empresas se tornaram bem sucedidas, ele percebeu as oportunidades oferecidas pelos novos meios de entretenimento e, em particular, pela indústria cinematográfica incipiente, e decidiu expandir o negócio incluindo equipamentos de cinema, ocasionando uma rápida expansão da empresa. Para financiar seu crescimento, ele assumiu a empresa pública sob o nome Compagnie Générale des Établissements Pathé Frères Phonographes & Cinématographes (algumas vezes abreviada sob a sigla "C.G.P.C.") em 1897, e suas ações foram listadas na Bolsa de Valores de Paris.
Em 1896, Mitchell Mark, de Buffalo, Nova Iorque, pode ter sido o primeiro estadunidense a importar filmes da Pathé para os Estados Unidos, e apresentá-los no Vitascope Theater.
Em 1902, a Pathé adquiriu a patente dos Irmãos Lumière e então aperfeiçoou a câmera para o estúdio e fez seu próprio estoque de filmes. Com seus equipamentos tecnologicamente avançados, as novas instalações em Vincennes e um merchandising mais agressivo, combinados com sistemas de distribuição eficientes, permitiu-lhes a captação de uma enorme parte do mercado internacional. Expandiram inicialmente para Londres em 1902, onde montaram instalações de produção e uma cadeia de cinemas.
Em 1905, o médico francês Eugène-Louis Doyen abriu um processo contra a Pathé e o cinegrafista Parnaland, contratado para realizar filmes das cirurgias de Doyen desde 1898. Parnaland havia vendido positivos dos filmes (prontos para serem exibidos) à Pathé sem a autorização do médico. Doyen ganhou o processo por danos morais, reclamando a autoria do filme e o direito patrimonial sobre suas cópias. O caso abriu um precedente jurídico que, além de ter dado início à atribuição legal aos autores de filmes, serviu como lobby da própria Pathé pela busca da estabilidade jurídica da propriedade intelectual em torno do produto fílmico, o que acabou sendo garantido por lei em 1910.
Em 1909, a Pathé construiu mais de 200 salas de cinema na França e na Bélgica e no ano seguinte eles já possuíam instalações em Madrid, Moscou, Roma e Nova York, além de Austrália e Japão. Um pouco mais tarde, eles abriram uma negociação de filmes em Buffalo, Nova Iorque. Além da verticalização da gestão e do domínio do mercado, a Pathé realizou a transição progressiva dos filmes de atualidades – que marcaram os primeiros anos do primeiro cinema – aos filmes que contavam histórias, os filmes narrativos.
Antes da eclosão da I Guerra Mundial, a Pathé já havia dominado o mercado europeu de filmadoras e projetores. Em 1908, a Pathé distribuiu Excursion to the Moon, de Segro de Chomón, uma imitação de Le Voyage dans la Lune, de Georges Méliès. Pathé e Méliès trabalharam juntos em 1911, e Méliès fez o filme Les aventures de baron de Munchhausen, o primeiro a ser distribuído pela Pathé. O relacionamento entre a Pathé e Méliès quebrou, em 1913 Méliès faliu, e seu último filme nunca foi lançado pela Pathé.
Mais de 100 anos mais tarde, Pathé é sempre o líder do cinema francês, que está na produção, distribuição ou para a divisão de salles de cinema. Em 2024, Pathé foi o sucesso de bilheteria O Conde de Monte Cristo (com Pierre Niney no papel principal), que é um grande sucesso na França com mais de 9 milhões de entradas no país natal do grupo, e que gerou 100 milhões de dólares no nível mundial. O filme foi lançado no Brasil graças à Paris Filmes, um grande grupo brasileiro que acabou de começar sua aventura em 1960 graças a um parceiro de distribuição com a Pathé. O filme também estreou em Portugal no final de 2024, graças à distribuidora Nos Lusomundo Audiovisuais.

### Inovações

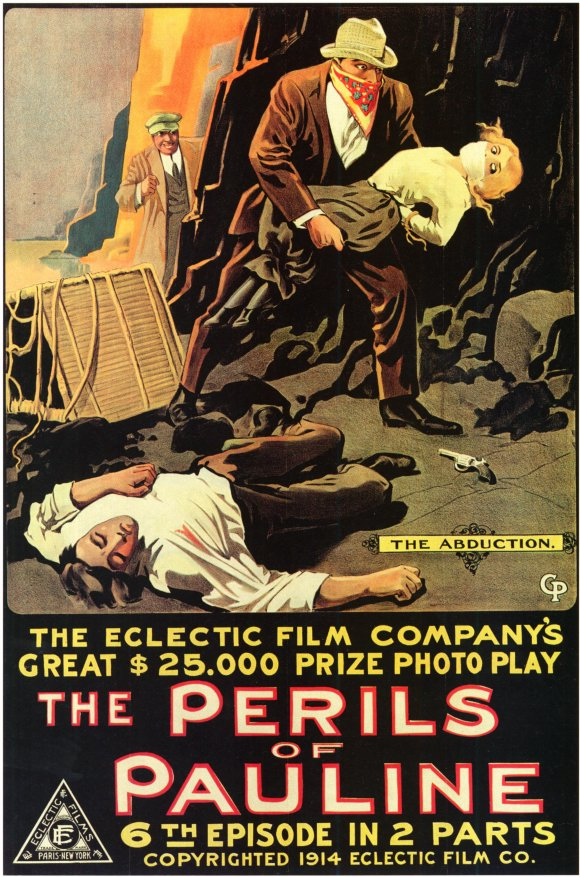
Poster de The Perils of Pauline (1914), 1º seriado da Pathé.

Ao redor do mundo, a Pathé enfatizou a pesquisa, investindo em experimentos tais como filmes colorizados à mão e sincronização das gravações do filme e do som. Em 1908, a Pathé inventou o noticiário, o qual foi exibido nos cinemas antes do longa-metragem. Os clipes de notícias destacavam o logotipo da Pathé, com um galo cantando no início de cada rolo de filme. Em 1912, introduziu os filmes de 28 mm não inflamáveis, assim como equipamentos sob a marca Pathescope. A Pathé News produziu documentários cinematográficos a partir de 1910 até a década de 1970, quando a produção cessou em consequência da televisão de massa.
Nos Estados Unidos, a partir de 1914, os estúdios da companhia cinematográfica em Fort Lee, Nova Jérsei, produziram o seriado The Perils of Pauline, que foi um grande sucesso. Em 1918, a Pathé tinha crescido tanto que se tornou necessário separar as operações em duas divisões distintas. Com Emile Pathé como chefe executivo, a "Pathé Records" se dedicou exclusivamente a fonógrafos e gravações, enquanto o irmão Charles se ocupou da “Pathé Cinema”, que foi responsável pela exposição, distribuição e produção de filmes.

## Pathé Exchange
Em 1922, houve a introdução do “Pathé Baby”, sistema que usava um novo filme de 9,5 mm, e que se tornou popular durante as próximas décadas. Em 1921, Pathé vendeu sua expansão de produção cinematográfica dos Estados Unidos, que foi renomeada “Pathé Exchange” e mais tarde se juntou com a RKO Pictures, desaparecendo como marca independente em 1931. A Pathé vendeu seus estúdios de cinema britânicos para a Eastman Kodak em 1927, mantendo a distribuição de cinema.

### Natan e Parretti
A Pathé já estava com problemas financeiros substanciais quando Bernard Natan assumiu o controle da empresa em 1929. O fundador do estúdio, Charles Pathé, tinha investido durante vários anos para aumentar o valor accionista e manter o fluxo de caixa dos estúdios. Além disso, tinha vendido o nome Pathé e a marca do “galo” para outras companhias em troca de um mero 2% das receitas. Natan teve a má sorte para tomar o cargo do estúdio justamente na época em que a Grande Depressão convulsionava a economia francesa.
Natan tentou firmar as finanças da Pathé e implementar as práticas da moderna indústria cinematográfica no estúdio; adquiriu outro estúdio de cinema, a Sociètè des Cinéromans, de Arthur Bernède e Gaston Leroux, o que permitiu à Pathé expandir para a fabricação de projetores e eletrônicos. Ele também comprou a cadeia de cinemas Fornier e rapidamente expandiu a presença dela em todo o país. A imprensa francesa, no entanto, atacou Natan impiedosamente, pela mordomia da Pathé; muitos destes ataques eram antissemitistas.
A Pathé-Natan esteve bem sob a orientação de Natan. Entre 1930 e 1935, apesar da crise econômica mundial, a empresa rendeu 100 milhões de francos e produziu e lançou mais de 60 longas-metragens (como os grandes estúdios estadunidenses da época). Ele retomou a produção do noticiário Pathé News, que não havia sido produzido desde 1927. Natan também investiu pesadamente em pesquisa e desenvolvimento para expandir o negócio cinematográfico da Pathé. Em 1929, ele introduziu o filme sonoro na Pathé. Em setembro, o estúdio produziu seu primeiro filme sonoro e seu primeiro documentário com som um mês mais tarde. Natan também lançou duas novas revistas relacionadas com cinema, a “Pathé-Revue” e a “Actualités Féminines”, para ajudar no mercado de filmes da Pathé e criar demanda para o cinema. Sob a administração de Natan, a Pathé também financiou as pesquisas de Henri Chrétien, que desenvolveu a lente anamórfica (levando à criação do CinemaScope e de outros formatos widescreen usados até hoje).
Natan expandiu o interesse dos negócios da Pathé dentro da indústria da comunicação. Em novembro de 1929, Natan estabeleceu a primeira companhia de televisão da França, a Télévision-Baird-Natan. Um ano depois, ele comprou uma estação de rádio em Paris e formou uma holding (Radio-Natan-Vitus), iniciando o que se tornaria um florescente “império do rádio”.

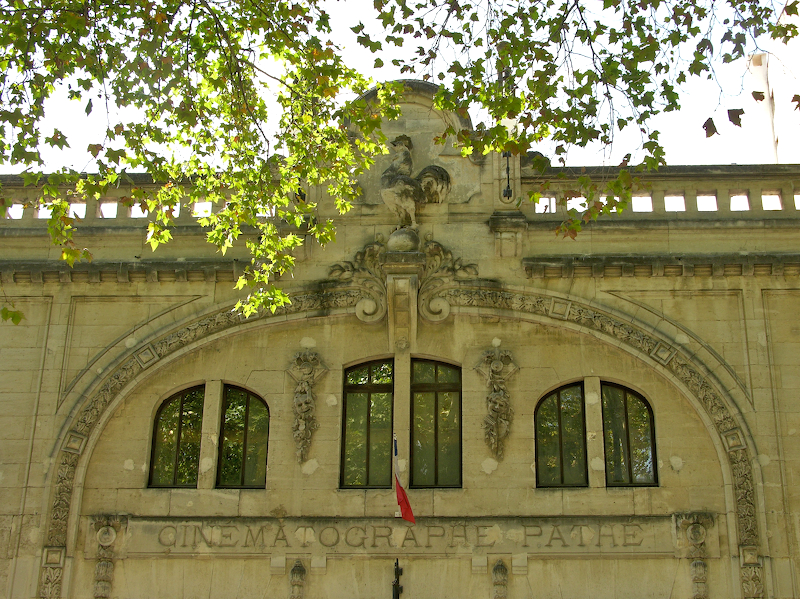
Fachada de um cinema Pathé, com o “emblema do galo”, em Montpellier.

Em 1935, porém, a Pathé faliu. Para financiar a continuidade da expansão da companhia, o conselho administrativo da Pathé (que ainda incluía Charles Pathé) votou em 1930 a emissão de ações no valor de 105 milhões de francos. Mas, com o aprofundamento da depressão, apenas 50 por cento das ações foram compradas. Um dos bancos investidores quebrou devido a dificuldades financeiras, mas não relacionadas a problemas da Pathés, e a Pathé foi forçada a comprar várias cadeias de cinemas, que não teria recursos para comprar. Embora a companhia continuasse a fazer algum lucro (como mencionado acima), perdeu mais dinheiro do que ganhara.
O colapso da Pathé levou as autoridades francesas a indiciar Bernard Natan sob a acusação de fraude. Natan foi acusado de financiar a aquisição da empresa sem qualquer garantia, de enganar os investidores através da criação de empresas fictícias, e por negligência e má gestão financeira. Natan foi acusado de esconder sua herança judaica e romena, alterando seu nome, e foi indiciado e preso em 1939. Uma segunda acusação foi trazida em 1941, e ele foi condenado por um pequeno período, sendo libertado em setembro de 1942.
A empresa foi obrigada a submeter-se a uma reestruturação em 1943, e foi adquirida por Adrien Ramauge. Ao longo dos anos, a empresa passou por uma série de mudanças, incluindo a diversificação na produção de programas para a indústria de televisão. Na década de 1980, o financista italiano Giancarlo Parretti tentou fazer uma oferta para a Pathé, mesmo assumindo um distribuidor menor e renomeá-la Pathé Communications, na tentativa de possuir o estúdio estratificado. O passado de Parretti, no entanto, levantou questões no governo francês, e o negócio caiu completamente. Essa acabou sendo uma decisão feliz, pois Parretti mais tarde assumiu a Metro-Goldwyn-Mayer, apenas para perdê-la em um processo de falência.

### Jérôme Seydoux
Em 1990, a Chargeurs, um conglomerado francês liderado por Jérôme Seydoux, assumiu o controle da empresa. Como resultado da desregulamentação do mercado de telecomunicações francês, em junho de 1999 a Pathé se fundiu com a Vivendi, e a relação de troca para a fusão foi fixada em três ações da Vivendi para cada duas ações de Pathé. O Wall Street Journal estimou o valor do negócio em US2.59 bilhões. Após a conclusão da fusão, a Vivendi manteve os interesses da Pathé no British Sky Broadcasting e CanalSatellite, uma corporação de radiodifusão francesa, mas, em seguida, vendeu todos os restantes ativos para a corporação familiar de Jérôme Seydouxs, a Fornier AS, que mudou seu nome para Pathé.

## Setores

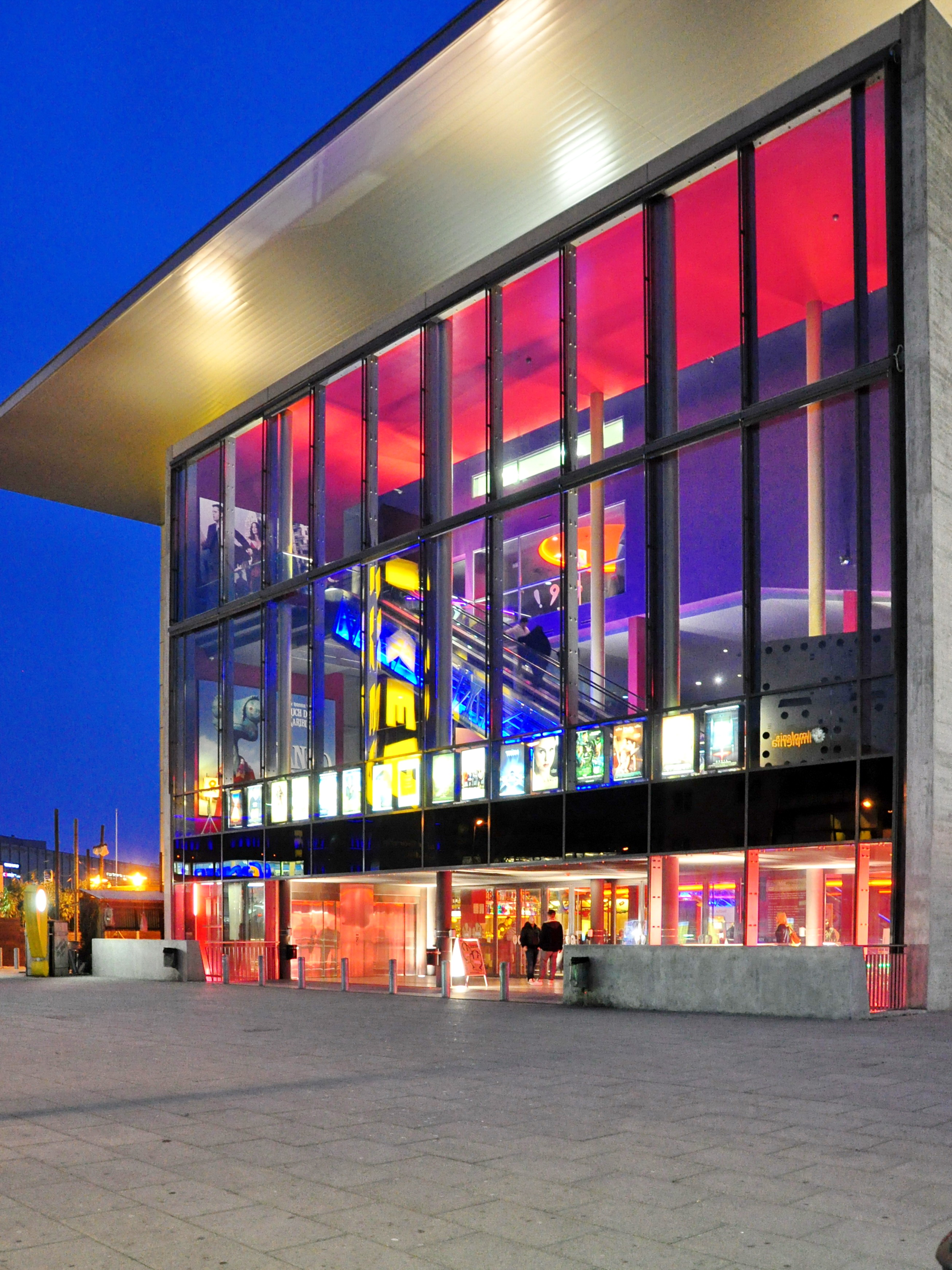
Multiplex da Pathé em Dietlikon, Suíça.

Os setores nas operações da Pathé, atualmente, são:
- Cinema:
  - Produção
  - Distribuição para cinemas e outros meios
  - Gestão Internacional de um catálogo com mais de 500 filmes
  - Salas de projeção
    - EuroPalaces (rede que agrupa os teatros de Pathé e Gaumont Film Company)
- Cabo e satélite:
  - Télé Monte Carlo (TMC)
  - Comédie ! (TV a cabo francesa de humor)
  - cuisine.tv
  - Voyage
- Conseil Supérieur de l'Audiovisuel mantenedora de 3 dos projetos do grupo para a televisão digital terrestre: TMC, Comédie ! and cuisine.tv.

## Distribuição Internacional
Fora da França, a Pathé libera sua biblioteca de filmes em VHS ou DVD. Outros distribuidores, como a “20th Century Fox Home Entertainment”, no Reino Unido, distribui filmes da Pathé filmes para lançamento em VHS/DVD.
No Reino Unido, a 20th Century Fox (1998–2010, 2011-presente) e a Warner Bros. (2010) lançam filmes programados pela Pathé nos cinemas.